# Marco Serafini
Marco Serafini (* 15. März 1956 in Luxemburg) ist ein Film- und Fernsehregisseur.

## Leben
Serafini wurde in Luxemburg geboren und wuchs in Esch-sur-Alzette auf. Nach dem Abitur arbeitete er als Filmkritiker bei verschiedenen Tages- und Fachzeitschriften. Von 1975 bis 1979 studierte er an der Hochschule für Fernsehen und Film in München und arbeitete parallel als Script-, Aufnahme- und Produktionsleiter.
Später machte er sich als Regisseur von über 150 Fernsehfilmen einen Namen und dreht auch Folgen von Serien wie Schwarz Rot Gold, Anderland, Jolly Joker, Familie Heinz Becker, Im Namen des Gesetzes, Küstenwache, Polizeiruf 110 und Kommissar Rex. Daneben realisierte er Industriefilme für Siemens, Mercedes, Henkel und BMW und drehte zahlreiche Werbespots.
2016 realisierte er den Kinofilm Toy Gun nach dem Roman „Una spiegazione logica“ von Eugenio Tornaghi mit in den Hauptrollen Luke Allen-Gale, John Hannah, Julian Sands, Sophia Lopez, Federico Castelluccio und Anthony LaPaglia.
Serafini spricht fließend Luxemburgisch, Deutsch, Französisch, Italienisch und Englisch. Er lebt mit seiner Frau, der Drehbuchautorin Susanne Hertel, in München und in Bracciano bei Rom.

## Filmografie (Auswahl)
Serafini führte unter anderem bei folgenden Filmen (wenn nicht anders angegeben, Fernsehfilme) Regie:
- 1979: Neonschatten
- 1980: Affekt
- 1982–1988: Schwarz Rot Gold (Fernsehserie)
- 1985: Schwarzer Lohn und weiße Weste
- 1988: Neapel sehen und erben
- 1991: Jolly Joker (Fernsehserie)
- 1993–1994: Familie Heinz Becker (Fernsehserie)
- 1996–2000: Männer sind was Wunderbares (Fernsehreihe)
- 1997: Küstenwache (Fernsehserie)
- 1998: Polizeiruf 110: Discokiller (Fernsehreihe)
- 2000: Das Herz des Priesters
- 2000: Polizeiruf 110: Böse Wetter
- 2001: Polizeiruf 110: Kurschatten
- 2002: Schneemann sucht Schneefrau
- 2003: Ein Banker zum Verlieben
- 2003: Polizeiruf 110: Doktorspiele
- 2004: Barbara Wood – Lockruf der Vergangenheit (Fernsehreihe)
- 2005: Utta Danella – Eine Liebe in Venedig (Fernsehreihe)
- 2005: Das Traumhotel – Überraschung in Mexiko (Fernsehreihe)
- 2005: Polizeiruf 110: Die Tote aus der Saale
- 2005: Sterne über Madeira
- 2007: Polizeiruf 110: Verstoßen
- 2007–2012: Kommissar Rex (Staffeln 11–15) (Fernsehserie)
- 2008: Ein Ferienhaus auf Ibiza
- 2012: Das Geheimnis der Villa Sabrini
- 2012: Utta Danella – Prager Geheimnis
- 2014: Die Hochzeit meiner Schwester
- 2015: Inga Lindström – Die Kinder meiner Schwester
- 2015: Inga Lindström – Süße Leidenschaft (Fernsehreihe)
- 2015: Rosamunde Pilcher: Vollkommen unerwartet (Fernsehreihe)
- 2015: Inga Lindström – Liebe lebt weiter (Fernsehreihe)
- 2016: Rosamunde Pilcher: Erdbeeren im Frühling
- 2017: Inga Lindström – Das Haus am See
- 2017: Rosamunde Pilcher: Wie von einem anderen Stern
- 2017: Rosamunde Pilcher: Fast noch verheiratet
- 2017: Rosamunde Pilcher: Das Gespenst von Cassley
- 2018: Rosamunde Pilcher: Das Vermächtnis unseres Vaters
- 2018: Toy Gun (Kino)
- 2018: Rosamunde Pilcher: Das Geheimnis der Blumeninsel
- 2019: Rosamunde Pilcher: Die Braut meines Bruders
- 2019: Rosamunde Pilcher: Meine Cousine, die Liebe und ich
- 2019: Rosamunde Pilcher: Der magische Bus
- 2020: Il cinema non si ferma (Kino)
- 2021: Inga Lindström – Das Haus der 1000 Lichter
- 2021: Inga Lindström – Geliebter Sven
- 2021: Inga Lindström – Rosenblüten im Sand
- 2021: Rosamunde Pilcher: Im siebten Himmel
- 2023: Rosamunde Pilcher: Liebe ist die beste Therapie
- 2023: Inga Lindström – Hanna und das gute Leben
- 2023: Inga Lindström – Einfach nur Liebe